# Indium (111In) satumomab pendetide
L'indium (111In) satumomab pendetide nome commerciale OncoScint CR103 o MAb B72.3-GYK-DTPA, è un anticorpo monoclonale di tipo murino, che viene utilizzato per la diagnosi del tumore del colon e tumore dell'ovaio.
L'anticorpo satumomab è legato chimicamente alla pendetide (derivato del DTPA); questo è un chelante del radionuclide Indio-111.
Il target del mezzo diagnostico è il TAG-72.

### Indium (111In) satumomab pendetide
- (EN) Ilse Zolle, Technetium-99m pharmaceuticals: preparation and quality control in nuclear medicine, Springer, 2007,  pp. 73–, ISBN 978-3-540-33989-2.
- (EN) Ram I. Mahato e Yi Lu, Pharmaceutical Perspectives of Cancer Therapeutics, Springer, 7 luglio 2009,  pp. 331–, ISBN 978-1-4419-0130-9.